# Neosalvarsan
Neosalvarsanul este un compus organic al arsenului folosit ca sintetic chimioterapeutic. Acesta a devenit disponibil în 1912 și a înlocuit salvarsanul, un compus mai toxic și mai puțin solubil în apă, ca medicament eficient în tratarea sifilisului. Deoarece ambii compuși arsenicali aveau un risc considerabil de producere a unor efecte secundare, ei au fost înlocuiți din acest motiv cu penicilina în 1940.
Atât salvarsanul, cât și neosalvarsanul au fost obținuți prin sinteză în laboratorul lui Paul Ehrlich din Frankfurt, Germania. Aceste descoperiri au fost rezultatul efortului primei echipe organizate pentru a optimiza activitatea biologică în obținerea unui compus de bază prin modificări chimice sistematice. Această formulă reprezintă baza pentru cea mai modernă cercetare farmaceutică. Atât salvarsanul, cât și neosalvarsanul sunt promedicamente — ceea ce înseamnă că ele sunt metabolizate ca droguri active în organism.